# McCool (Mondkrater)
McCool ist ein Einschlagkrater auf der Mondrückseite.

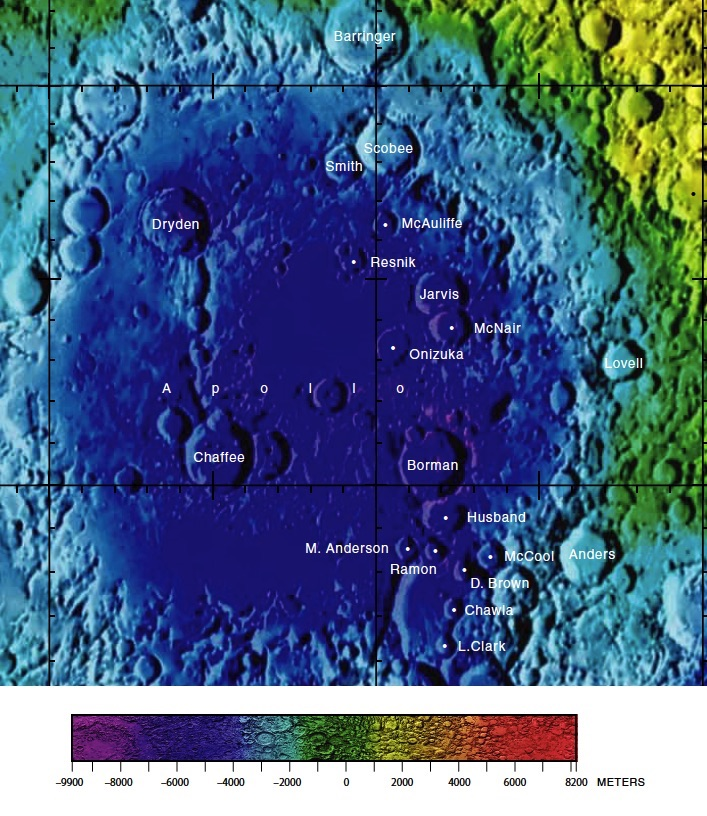
Topographische Karte des Apollo-Kraters, McCool im rechten, unteren Bildteil

Der Krater McCool befindet sich im südöstlichen Inneren des riesigen Kraters Apollo, westlich von Anders, südöstlich von Husband. Ganz in der Nähe liegt in südwestlicher Richtung D. Brown.
Bei einem Durchmesser von zirka 20 km gibt es zwischen Kraterwall und Kraterboden einen Höhenunterschied von 2,61 km. McCool hat einen kleinen Zentralberg in Höhe von 240 m.
Der Krater wurde 2006 von der IAU offiziell nach dem US-amerikanischen Astronauten William Cameron McCool benannt. Dieser gehörte zur siebenköpfigen Crew der 2003 verunglückten Columbia-Mission STS-107, deren Mitglieder allesamt Namensgeber für Krater im Inneren von Apollo sind.